# 이경이
이경이(李瓊伊, 1814년 ~ 1840년 1월 31일)는 조선의 천주교 박해 때에 순교한 한국 천주교의 103위 성인 중에 한 사람이다. 세례명은 아가타(Agatha)이다.

## 생애
이경이는 한양 근교의 한 천주교 집안에서 태어났지만, 환관에게 속아 결혼하였다. 그녀가 그 사실을 앵베르 주교에게 이야기 하자, 그는 그 결혼이 무효이므로 환관 남편과 헤어지라고 권고했고, 그녀는 그렇게 하였다. 그후 그녀는 아버지를 여의고 그녀의 어머니가 그녀를 부양하기에는 부족했으므로, 이경이는 어머니를 외삼촌에게 맡기고 상경하여 한영이와 권진이 모녀 교우의 집에 얹혀살았다.
1839년 기해년에 박해가 일어났고, 7월 17일 배교자 김여상의 밀고로 이경이는 한영이 권진이 모녀와 함께 체포되었다. 평소 권진이와 이경이의 미모를 탐내던 김여상의 술책으로 한영이만 포도청에 나머지 두 명은 사관청에 수감되었다. 그 두 명의 여성을 동정한 몇몇 포졸들의 도움으로 그들은 사관청을 탈출했지만, 이내 한양의 한 가난한 교우의 집에서 다시 체포되어 수감되었다. 그들은 극심한 고문과 형벌을 받았지만 결코 그들의 신앙을 포기하지 않았다.
관찬 기록에 따르면, 이경이는 그녀의 가족을 개종시켰으며, 여러 곳을 방문해 천주교인들을 도왔고, 그녀의 신앙에 따라 죽기를 원했다고 한다.
이경이는 마침내 당고개라고 불리는 곳에 있는 사형장으로 압송되어 1840년 1월 31일에 다섯 명의 교우와 함께 참수형을 받았다. 그렇게 그녀가 순교하던 때의 나이는 27세였다.

## 시복 · 시성
이경이 아가타는 1925년 7월 5일에 성 베드로 광장에서 교황 비오 11세가 집전한 79위 시복식을 통해 복자 품에 올랐고, 1984년 5월 6일에 서울특별시 여의도에서 한국 천주교 창립 200주년을 기념하여 방한한 교황 요한 바오로 2세가 집전한 미사 중에 이뤄진 103위 시성식을 통해 성인 품에 올랐다.

## 참고 문헌
- 가톨릭 사전: 이경이 보관됨 2014-12-21 - 웨이백 머신
- Catholic Bishop's Conference Of Korea. 103 Martryr Saints: 이경이 아가타 Agatha Yi Kyong-i